# St Dennis (Cornouailles)
 (septembre 2023).
St Dennis est une paroisse civile et un village des Cornouailles, en Angleterre.